# المغرب في الألعاب الأولمبية الصيفية 1976
شارك المغرب في دورة الألعاب الأولمبية الصيفية 1976، التي أقيمت في مونتريال بكندا، في الفترة الممتدة من 18 يوليو إلى 1 أغسطس 1976. شارك المغرب في الأولمبياد بوفد رياضي قوامه 9 رياضيين في لعبتين هما الملاكمة والمصارعة.

لم يحصد المغرب أي ميدالية في هذه الدورة.
كان الملاكم عبد الرحيم الناجم آنذاك أصغر مشارك ضمن الوفد المغربي (21 سنة و 201 يوما) بينما كان أكبر ممثلي المغرب سنا المصارع محمد باحمو (31 سنة و 56 يوما).

## الميداليات
| الرياضي | المنافسة | ذهبية | فضية | برونزية |
| ------- | -------- | ----- | ---- | ------- |
| المجموع | 0        | -     | -    | -       |

## الرياضيون المشاركون

### الملاكمة
- مبارك الزروقي في وزن الذبابة وأقصي في الدور الثاني
- محمد سعود في وزن الوسط وأقصي في الدور الأول
- محمد الرايس في وزن الديك وأقصي في الدور الأول
- عبد اللطيف الفاتيحي في وزن خفيف الثقيل وأقصي في الدور الأول
- عبد الرحيم الناجم في وزن خفيف الذبابة وأقصي في الدور الأول

### المصارعة
- إبراهيم توغزة في وزن الوسط
- علي لشكر في وزن الديك
- محمد كرموس في وزن الذبابة
- محمد باحمو في وزن الخفيف